# Air21
Air21 (с англ. — «Воздушный 21-й [век]») — небольшая бюджетная авиакомпания, основанная в 1994 году и в конце следующего года ставшая выполнять пассажирские перевозки, при этом эксплуатируя только ближнемагистральные Fokker F28-4000. Имела штаб-квартиру во Фресно (Калифорния) и в 1990-х являлась практически единственным авиаперевозчиком, выполнявшим регулярные рейсы из данного города. Из-за экономических проблем уже в конце 1996 года прекратила полёты и была упразднена.

## История
В начале 1994 года Марк Морроу (англ. Mark Morrow), который был одним из основателей региональной Wings West Airlines, и Дэвид Миллер (англ. David Miller), который в данной компании работал командиром самолёта, приняли решение создать компанию-лоукостер, которая будет базироваться в калифорнийском Фресно. Первоначально имя новой компании было выбрано как MVP Air, но позже его изменили на Air21, так как оно ассоциировалось с 21-м веком, а рекламным слоганом было выбрано «Ваша низкобюджетная компания для двадцать первого века» (англ. Your Low-Cost Airline for the Twenty-First century). Вообще Фресно был выбран неслучайно, так как к тому времени из него не совершались регулярные авиарейсы, а значит у молодой компании практически не будет конкурентов. В мае 1995 года был получен сертификат открытой акционерной авиакомпании.
Изначально планировалось, что воздушный флот будет состоять из взятых в аренду Douglas DC-9. Однако в поисках подходящего самолёта оказалось, что авиакомпания USAir планировала исключить из своего флота региональные двухдвигательные Fokker F-28-4000, каждый из которых имел пассажировместимость на 65 человек (по другим данным — на 64 человека). Air21 воспользовалась такой возможностью, приобретя в октябре и ноябре 1995 года по одному F28, после чего перекрасила оба лайнера в серебристый цвет с декоративными «крыльями» синего и золотистого цветов.
20 декабря лайнеры начали выполнять пассажирские рейсы, летая из Фресно в Лас-Вегас, Сан-Франциско и Палм-Спрингс; в течение месяца был получен ещё один «Фоккер», после чего рейсы из Фресно стали выполняться также в Лос-Анджелес. В марте 1996 года в компанию поступили два F-28, доведя размер флота до пяти самолётов. Начали выполняться рейсы в Колорадо-Спрингс и Гранд-Джанкшен (оба в Колорадо) и Солт-Лейк-Сити (Юта). Однако из-за малой заполняемости рейсов, спустя несколько месяцев рейсы в Колорадо-Спрингс и Солт-Лейк-Сити были отменены, зато самолёты Air21 стали совершать посадки в Дуранго (Колорадо), выполняя рейсы по маршруту «Лас-Вегас — Дуранго — Гранд-Джанкшен». На отдельных рейсах при этом максимальная стоимость билета вообще составляла не более 39 долларов в один конец, что привлекало пассажиров. Кроме того было заключено интерлайн-соглашение с Reno Air , согласно которому обслуживание пассажиров последней в аэропорту Лос-Анджелеса брала на себя Air21.
Однако 11 мая 1996 года близ Майами произошла катастрофа DC-9 компании ValuJet Airlines. У лоукостера ValuJet вообще были серьёзные проблемы с безопасностью полётов, а крушение одного из его самолётов и вовсе привело к тому, что СМИ стали раздувать эту тему. В результате сложилась ситуация, когда люди стали бояться бюджетных авиакомпаний, считая, что те в погоне за экономией игнорируют меры безопасности, а потому у данных авиаперевозчиков произошёл спад пассажиропотоков.
Для молодой Air21 данная ситуация оказалась критичной. Хоть за год она перевезла 250 тысяч пассажиров и заработала 12 миллионов долларов, что является впечатляющим результатом для только появившейся авиакомпании, однако росли и долги, а руководство стало меняться. Помимо этого, Reno Air разорвала интерлайн-соглашение, а также начались споры с компанией Delta Air Lines о наземном обслуживании. На лоукостера обрушилась куча проблем, которые он не смог решить, в связи с чем 20 декабря 1996 года был вынужден прекратить полёты; таким образом, самолёты компании летали ровно год. Были попытки спасти ситуацию продажей акций банкиру Дэвиду Уолшу (англ. David Walsh) из Сан-Диего (Калифорния), однако данная сделка не состоялась. 31 декабря 1996 года компания объявила о банкротстве, а спустя неделю, 6 января 1997 года, её сертификат прекратил действовать.

## Пункты назначения
Согласно расписанию от 21 марта 1996 года, компания выполняла рейсы в следующие пункты назначения:
- Гранд-Джанкшен[англ.]
- Колорадо-Спрингс[англ.]
- Лас-Вегас (Мак-Карран)
- Лос-Анджелес
- Палм-Спрингс[англ.]
- Сан-Франциско
- Солт-Лейк-Сити
- Фресно (Йосемите[англ.])